# It's OK (canción de Delirious?)
«It’s OK» es el segundo sencillo del segundo álbum de Delirious? Mezzamorphis, en el cual es la quinta canción. Fue lanzado el 21 de febrero de 2000, alcanzando el puesto #18 en la lista de sencillos del Reino Unido y el puesto #3 en la sección independiente. En su segunda semana se mantuvo dentro del Top 75, cayendo al puesto #63 en las listas principales y al #11 en las independientes.
Musicalmente, la canción en si es una balada rock incluyendo una línea de bajo al final. Líricamente, la canción documenta el camino de redención de una joven frente a grandes dificultades. La canción causó gran controversia en la comunidad moralista de los Estados Unidos debido a dos líneas de la letra, haciendo incluso que se retirara el disco de las librerías cristianas por algunas semanas. 
La persona en la portada es Dominica Warburton, una actriz británica, ella también aparece en el video musical de la canción.

## Atención mediática
El 19 de febrero de 2000, la banda toco una versión acústica de la canción en el show de Jonathan Ross de la BBC Radio 2. Martin culminó el tema con el coro de "I Could Sing of Your Love Forever". Posteriormente la banda hizo su aparición en el programa The Big Breakfast el 22 de febrero donde fueron entrevistados por Donna Air.
A las pocas semanas del lanzamiento del sencillo en el HMV de Oxford Street, el vídeo de la canción empezó a rotar en MTV, VH1 y The Box. The Box, reseño lo siguiente acerca del vídeo: "Hay algo de Delirious? que no se ve en este corte, la felicidad delirante, o por lo menos hasta la mitad de la canción, donde los focos de luz los iluminan, mientras que transmiten un mensaje de aliento".
El tema fue incluido en un episodio de la serie Get Real de la cadena Fox, que fue transmitido el 3 de noviembre de 1999.
Para sorpresa de muchos, la posición número 18 del sencillo no fue suficiente para que Delirious? pudiera tocar en Top of the Pops, el programa musical más importante del Reino Unido. Un portavoz de la BBC dijo que esto se debió a que hubo mayores entradas durante esa semana.

## Lista de canciones

### CD 1
1. «It's OK» (Video)
2. «Pursuit of Happiness»
3. «Come Like You Promise»

### CD 2
1. «It's OK»
2. «Jesus' Blood»
3. «Pursuit of Happiness» (Video)

## Posicionamiento
| Listas (2000)    | Posición |
| ---------------- | -------- |
| UK Singles Chart | 18       |
| Cross Rhythms    | 19       |